# Храм Архангела Михаила (Микулино)
Храм Архангела Михаила — православный храм в селе Микулино Лотошинского района Московской области. Относится к Лотошинскому благочинию Одинцовской епархии Русской православной церкви. Здание церкви Архангела Михаила является памятником архитектуры и градостроительства федерального значения.

## История
Храм Архангела Михаила расположен в селе Микулино Московской области у реки Шоши, среди валов городища Микулинского кремля. В 1398 году в селе был построен новый каменный собор. По периметру вокруг собора были насыпаны крепостные валы высотой 5,5 метров и до 600 метров в окружности. К настоящему времени собор в честь Михаила Архангела сохранился в удовлетворительном состоянии.
Предположительно, собор, который был построен князем Михаилом Александровичем в XIV веке, не сохранился. Существующий пятиглавый собор в XVI веке был построен вновь по случаю смерти воеводы царя Иоанна Грозного, князя Семёна Ивановича Микулинского. Воевода после  взятия Казани получил ранение и умер в Москве. Хоронить себя он завещал в селе Микулино, что и было позднее сделано. Автор летописи повествует, что он скончался в 1559 году, соответственно и собор был построен в то же время.
В Смутное время собор был разрушен поляками и литовцами, опустел. До 1635 года в храме не проводились богослужения. К этому времени в соборе был освящен лишь главный престол.
В 1750 и в 1887 годах собор вновь расписывался. В 1886—1887 годах собор укреплялся и реставрировался под руководством профессора Н. В. Султанова.
В 1922 году собор был закрыт.

## Реставрация и текущее состояние
С 1978 по 1989 год в храме проводились реставрационные работы под руководством архитектора Л. А. Беловой.
В настоящее время храм возвращён Русской Православной Церкви, здесь проводятся еженедельные богослужения.

## Священнослужители
Настоятели храма (новый период):
- священник Иоанн Лобода[5](2003—2014);
- священник Алексий Пиков (2014—2016);
- священник Сергий Жарков (2016—2020)[6];
- священник Николай Попов (2020 — по настоящее время)[7].